# Anhalts voetbalkampioenschap 1911/12
In 1911/12 werd het derde Anhalts voetbalkampioenschap gespeeld, dat georganiseerd werd door de Midden-Duitse voetbalbond. 
Cöthener FC 02 werd kampioen en plaatste zich zo voor de Midden-Duitse eindronde. Daar verloor de club met 0-5 Hallescher FC Wacker.  

## 1. Klasse
| Plaats | Club                        | Wed.           | W              | G              | V              | Saldo          | Ptn.           |
| ------ | --------------------------- | -------------- | -------------- | -------------- | -------------- | -------------- | -------------- |
| 1.     | Cöthener FC 02              | 14             | 12             | 1              | 1              | 71:17          | 25:03          |
| 2.     | Dessauer SV 98              | 14             | 10             | 1              | 3              | 36:30          | 21:07          |
| 3.     | SC Cöthen 09                | 14             | 9              | 0              | 5              | 56:20          | 18:10          |
| 4.     | Cöthener FC Germania 03     | 14             | 7              | 0              | 7              | 41:35          | 14:14          |
| 5.     | Dessauer FC 05              | 14             | 4              | 1              | 9              | 09:49          | 09:19          |
| 6.     | SV 07 Bernburg              | 14             | 4              | 1              | 9              | 08:38          | 09:19          |
| 7.     | FC Viktoria 1903 Zerbst     | 14             | 3              | 1              | 10             | 33:47          | 07:21          |
| 8.     | 1. FC 1900 Zerbst           | 14             | 3              | 1              | 10             | 23:41          | 07:21          |
| 9.     | FC Viktoria 1907 Wittenberg | Teruggetrokken | Teruggetrokken | Teruggetrokken | Teruggetrokken | Teruggetrokken | Teruggetrokken |

Wittenberg trok zich op 1 januari 1912 terug om in de nieuwe Elbe-Elstercompetitie te spelen. De club had vijf wedstrijden gespeeld. 
|  | Kampioen, geplaatst voor Midden-Duitse eindronde |
|  | Wisselde naar 1. Klasse Elbe-Elster 1911/12      |